# داودان بالا
داودان بالا هي قرية في مقاطعة خدا أفرين، إيران. عدد سكان هذه القرية هو 194 في سنة 2006.